# Боб Пітерсон
Роберт «Боб» Пітерсон (нар. 18 січня 1961) — американський художник-мультиплікатор, сценарист, режисер та актор озвучування, який працював на Піксар з 1994. Його перша робота була художником-оформлювачем і художник-мультиплікатор у мільтфілмі Історія іграшок. Він бува номінований на премію Оскар за його сценарій для мультфільму У пошуках Немо. Пітерсон є спів-директором і сценаристом мультфільму Вперед і вгору, який є його другою номінацією «Оскара». Він також виконав голос Роз у мільтфільмі Корпорація Монстрів, а також містера Рея У пошуках Немо, собаки Дага та Альфа собаки у мільтфільмі Вперед і вгору.
Пітерсон народився у Вустері (Огайо), потім його сім'я переїхала до Девера (Огайо) де він вступив у Dover High School. Він отримав ступінь бакалавра в Ohio Northern University, і ступінь магістра в галузі машинобудування в Університеті Пердью у 1986. Коли він навчався в університеті «Purdue», він написав і проілюстрував комікс «Loco Motives». До приїзду в Pixar, Пітерсон працював на Wavefront Technologies і Rezn Productions.

## Filmography
- George & A.J. (голос Дага)
- Dug's Special Mission (голос Дага та Альфи)
- Вперед і вгору (сценарій, спів-директор, голос Дага та Альфи)
- Рататуй (додатковий матеріал, сценарій)
- The Incredibles (додаткові голоси)
- У пошуках Немо (сценарій, голос містера Рея)
- Корпорація Монстрів (історія, додаткові матеріали і голос Роз)
- Історія іграшок 2 (художник-мультиплікатор)
- Пригоди Фліка (художник-мультиплікатор)
- Geri's Game (голос Гері)
- Життя комахи
- 8 секунд (наприкінці монтаж)